# Scincella
Scincella (Земляний сцинк) — рід сцинкоподібних ящірок родини сцинкових (Scincidae). Представники цього роду мешкають в Азії і Північній Америці.

## Опис
Земляні сцинки — відносно невеликі, стрункі сцинки, довжина яких (без врахування хвоста) зазвичай є мешою за 6,5 см. Кінцівки середньої довжини, на кожній по 5 пальців. Очі мають добре розвинені рухливі повіки, слуховий отвір відкритий. Над очима 4 супраокулярні луски, над ротом 6-7 лусок. Є одна-дві пари значно збільшених преанальних лусок. Морда коротка, відносно широка. 
Земляні сцинки ведуть наземний, риючий спосіб життя. Живляться безхребетними.

## Види
Рід Scincella нараховує 39 видів:
- Scincella apraefrontalis Nguyen et al., 2010
- Scincella assata (Cope, 1864)
- Scincella badenensis Nguyen, Nguyen, Nguyen, & Murphy, 2019
- Scincella baraensis Nguyen, Nguyen, Nguyen & Murphy, 2020[5]
- Scincella barbouri (Stejneger, 1925)
- Scincella boettgeri (Van Denburgh, 1912)
- Scincella capitanea Ouboter, 1986
- Scincella caudaequinae (H.M. Smith, 1951)
- Scincella cherriei (Cope, 1893)
- Scincella darevskii Nguyen et al., 2010
- Scincella devorator (Darevsky, Orlov & Cuc, 2004)
- Scincella doriae (Boulenger, 1887)
- Scincella dunan Koizumi, Ota, & Hikida, 2022
- Scincella forbesorum (Taylor, 1937)
- Scincella formosensis (Van Denburgh, 1912)
- Scincella gemmingeri (Cope, 1864)
- Scincella huanrenensis Zhao & Huang, 1982
- Scincella incerta (Stuart, 1940)
- Scincella kikaapoa García-Vázquez et al., 2010
- Scincella lateralis (Say, 1823)
- Scincella macrotis (Steindachner, 1867)
- Scincella melanosticta (Boulenger, 1887)
- Scincella modesta (Günther, 1864)
- Scincella monticola (K.P. Schmidt, 1925)
- Scincella nigrofasciata Neang, Chan, & Poyarkov, 2018
- Scincella ochracea (Bourret, 1937)
- Scincella ouboteri Pham, Pham, Le, Ngoc, Ziegler & Nguyen, 2024
- Scincella potanini (Günther, 1896)
- Scincella przewalskii (Bedriaga, 1912)
- Scincella punctatolineata (Boulenger, 1893)
- Scincella rara (Darevsky & Orlov, 1997)
- Scincella reevesii (Gray, 1838)
- Scincella rufocaudata (Darevsky & Nguyen, 1983)
- Scincella rupicola (M.A. Smith, 1916)
- Scincella schmidti (Barbour(інші мови), 1927)
- Scincella silvicola (Taylor, 1937)
- Scincella tsinlingensis (Hu & Zhao, 1966)
- Scincella vandenburghi (K.P. Schmidt, 1927)
- Scincella victoriana (Shreve, 1940)

## Етимологія
Наукова назва роду Scincella являє собою зменшену форму наукової назви роду Scincus Gronovius, 1763.